# 850
850 (DCCCL) var ett normalår som började en onsdag i den julianska kalendern.

## Händelser

### Okänt datum
- Sveakungen Rurik tar makten i Kiev.

## Födda
- Al-Battani, arabisk astronom
- Harald Hårfager, kung av Norge 872–933
- Arnulf av Kärnten, kung av Östfrankiska riket 887–899

## Avlidna
- Abu Ja'far Muhammad ibn Musa al-Khwarizmi, matematiker.